# OBS 파워인터뷰
《OBS 파워인터뷰》는 매주 평일 밤 8시 30분에 방송된 OBS경인TV의 인터뷰 프로그램이다.

## 개요
매주 평일에 방송된 인터뷰 프로그램이다.

## 방송 시간
- 2017년 3월 20일 ~ 2017년 4월 14일 : 21:00 ~ 21:15
- 2017년 4월 17일 ~ 2017년 5월 19일 : 22:30 ~ 22:45
- 2017년 5월 22일 ~ 2017년 7월 28일 : 20:30 ~ 20:45

## 앵커
- 홍원기 : OBS 아나운서

## 동 시간대 프로그램
- KBS 뉴스 9 (KBS 1TV)